# Théâtre antique de Sanxay
Le théâtre antique de Sanxay est un édifice de spectacles situé sur la commune française de Sanxay, dans le département de la Vienne.
Il est implanté au sein du site antique de Sanxay, qui regroupe également un temple, des thermes et des bâtiments de service. Adossé à la pente de la rive d'un cours d'eau, sa capacité est d'environ 6 600 personnes. Des fouilles ont lieu au XIXe siècle ainsi que depuis les dernières décennies du XXe siècle. La date précise de sa construction ne peut être définie, pas plus que celle de son abandon, mais le site de Sanxay, d'une façon générale, est progressivement délaissé au IVe siècle.

## Localisation et environnement archéologique
Dans la géographie française contemporaine, Sanxay se trouve en limite ouest du département de la Vienne, au contact des Deux-Sèvres, à une trentaine de kilomètres à l'ouest de Poitiers.
Dans l'Antiquité, le site de Sanxay est implanté au bord d'un couloir de circulation mettant en relation les provinces du nord de la Gaule et la Grande-Bretagne d'une part, et les régions du sud et l'Espagne d'autre part. La proximité de Lemonum (Poitiers) joue certainement un rôle important.
Le sanctuaire rural, très probablement un complexe thermal, dont les vestiges sont répartis, en l'état actuel des connaissances, sur 20 hectares, est presque entièrement inscrit dans le lobe convexe d'un méandre de la Vonne, sur un terrain alluvionnaire. Le théâtre fait exception, construit sur la rive opposée, là où la rivière a attaqué le substrat et où la pente naturelle du terrain est forte : ceci permet de construire le théâtre en appui sur cette pente et de réduire les maçonneries de la cavea.
Le théâtre est ouvert au nord-ouest, dans la direction des principaux bâtiments cultuels du sanctuaire de l'autre côté de la Vonne et notamment d'une tholos disparue au XIXe siècle mais qui se trouvait au centre d'une vaste esplanade ; elle est notée « petit temple » sur le relevé de Camille de La Croix.

## Fouilles et recherches

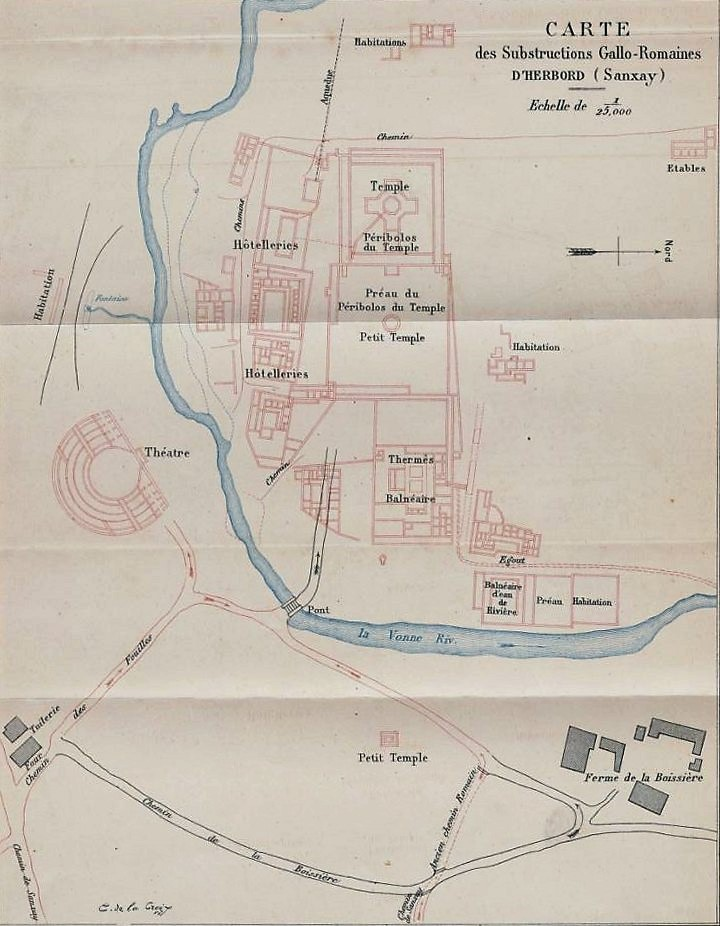
Relevé des vestiges de Sanxay par Camille de la Croix.

L'emplacement des vestiges est connu depuis longtemps, et les ruines ont servi de carrière de pierres mais ce n'est qu'en 1865 qu'une commission est chargée par la Société des antiquaires de l'Ouest de faire les premiers relevés sur le site.
De février 1881 à octobre 1883, le père jésuite Camille de La Croix entreprend un travail systématique de déblaiement des ruines mais les terrains étant simplement loués pour le temps des fouilles, il doit faire vite et combler les excavations en fin d'opération. Des plans précis du site sont levés, des dessins réalisés, quelques photos prises, et une publication éditée, mais les techniques de fouilles alors en usage et la faiblesse de la documentation écrite conduisent à une perte importante et irrémédiable d'informations. Les objets retrouvés, quant à eux, ne sont pas décrits ni répertoriés, et une partie est dispersée, entre autres par les fouilleurs qui en distribuent à leurs amis. C'est dès 1882 que plusieurs vestiges sont classés comme monuments historiques.
Certains des terrains étant acquis par l'État en 1884 et 1885, Jean-Camille Formigé puis son fils Jules commencent un relevé des ruines.
De 1985 à 1994, la mise en valeur du site s'accompagne, sous la direction de Pierre Aupert, de la reprise des fouilles archéologiques dans le sanctuaire, le temple et le théâtre. À partir de 1998, les trois ensembles visibles, théâtre, temple et sanctuaire, font l'objet de relevés précis et de nouvelles études.

## Description et datation

Plan schématique du théâtre.

Le monument de Sanxay ne se conforme pas au plan d'un théâtre romain classique : sa cavea outrepasse largement le demi-cercle ; son orchestra est presque circulaire et aucun bâtiment important ne ferme l'arrière de la scène. Il entre dans le groupe des édifices mixtes. Ce type de monument, dont l'appellation (amphithéâtre ou théâtre) est toujours discutée, ne se rencontre qu'en Gaule, et principalement, comme à Sanxay, dans des ensembles monumentaux ruraux ; il est possible que cet aménagement permette de l'utiliser pour des spectacles de nature plus diversifiée.
Le théâtre mesure 88,60 m de diamètre extérieur et son orchestra, presque parfaitement circulaire, mesure 37,80 m de diamètre. Dans cette configuration, la capacité du monument est évaluée à 6 600 spectateurs.

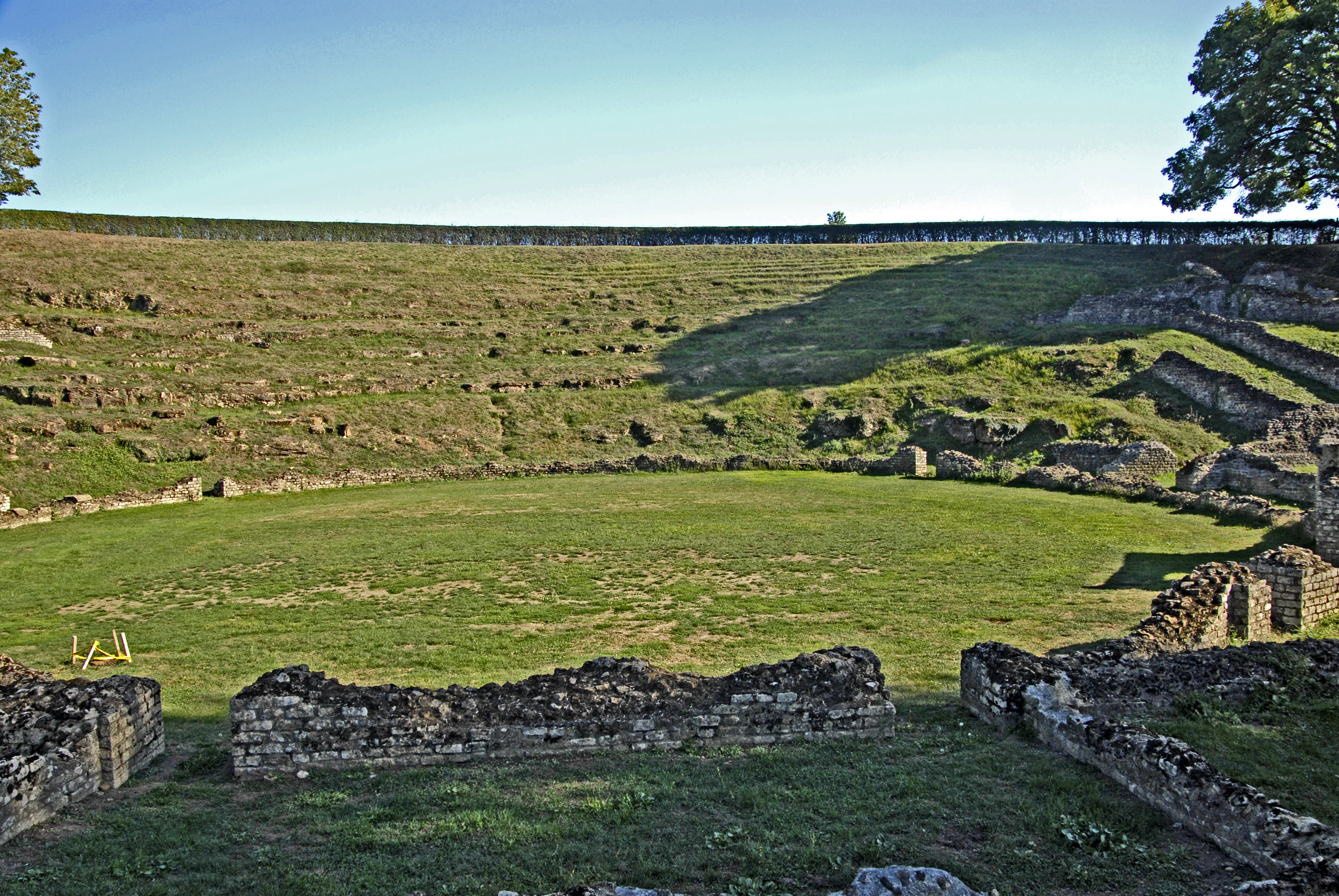
Vue de la cavea.

La cavea, dont la pente moyenne dans l'axe du théâtre est de 40 %, repose sur une série de murs courbes qui la divisent en trois zones : en bas, près de l'orchestra, les premiers rangs de gradins sont réservés aux notables. Au sud-ouest, au premier rang, une petite loge semi circulaire est sans doute celle d'un magistrat. Les murs, qui ne disposent de presque aucune fondation, construits en petit appareil de moellons calcaires directement sur le rocher, supportent des gradins en bois. Si le bois a disparu, les nombreux clous retrouvés dans les fouilles du théâtre attestent de ce mode de construction. Les espaces compris entre les murs, latéralement, et les gradins, au-dessus, ont pu être aménagés en locaux de service. Des grands blocs de calcaire blanc forment le couronnement du mur ceinturant l'orchestra.

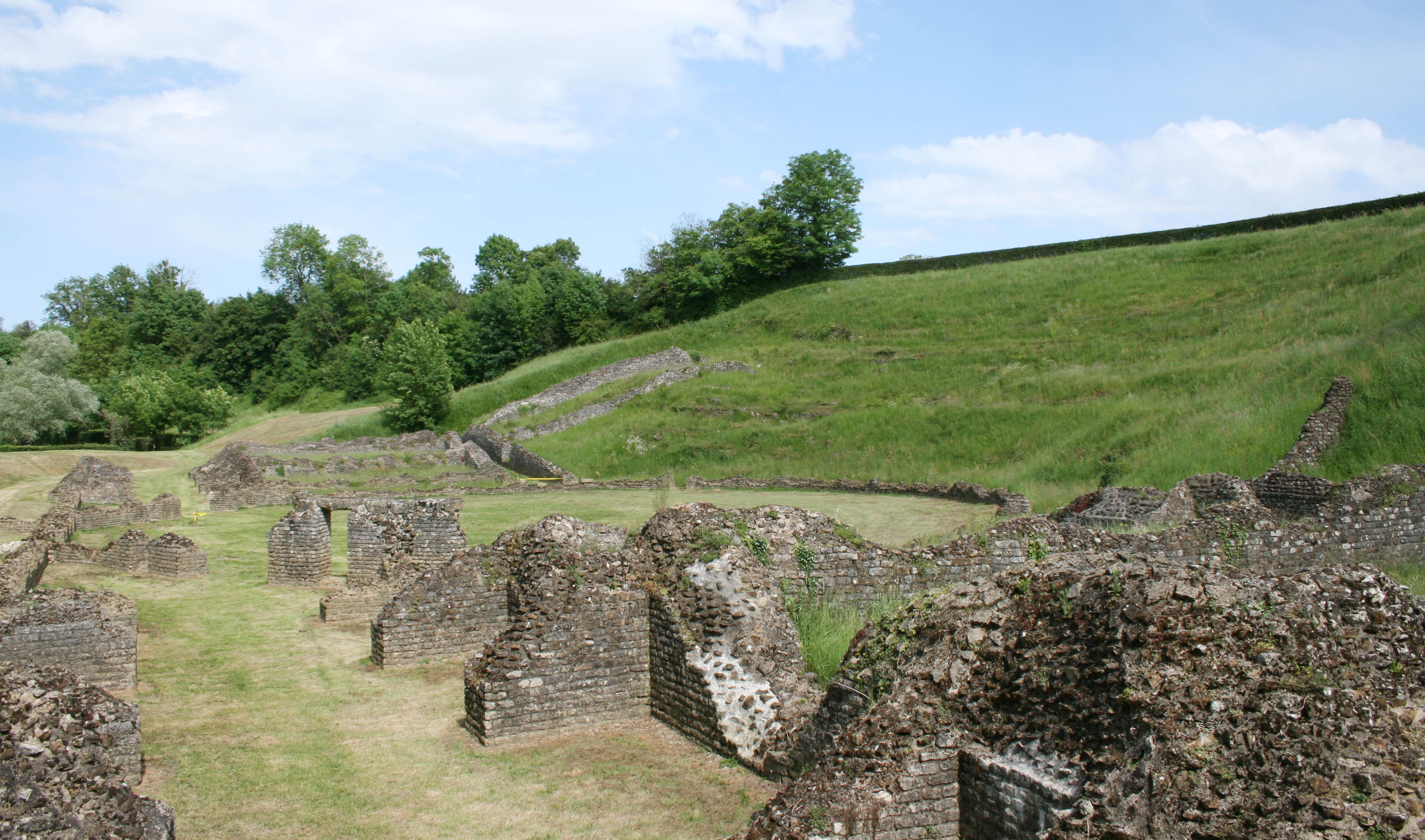
Vestiges de l'un des couloirs principaux en bas de la cavea (au premier plan à gauche).

Le dernier rang des gradins est surélevé d'environ14 m par rapport à la scène. Les gradins sont accessibles par deux couloirs larges de 4,0 m donnant également accès à l'orchestra et par deux séries de deux vomitoires de largeur plus réduite, au tiers (largeur de 2,60 m) et aux deux tiers (largeur de 1,40 m) de la hauteur de la cavea, mais qui sont parallèles aux grands couloirs et aux courbes de niveau. Les couloirs donnant accès à l'orchestra et qui sont munis de contreforts sont peut-être voûtés pour pouvoir supporter des gradins, mais il est impossible de l'affirmer.
Un mur haut d'environ 2 m sépare l'orchestra du premier rang de gradins.
Une source est située dans l'orchestra mais les fouilles récentes ne permettent pas de mettre en évidence d'éventuels aménagements destinés à son captage. En bordure de l'orchestra, du côté opposé à la cavea, une petite construction d'un mètre de haut au maximum est certainement le socle d'un autel ou d'un petit temple.
La hauteur du mur de façade n'est pas connue. Si Camille de La Croix pense que ce mur ferme le théâtre sur toute sa largeur et lui attribue une hauteur de 14 m, Jean-Camille et Jules Formigé estiment qu'il ne sert qu'à fermer les gradins et que sa hauteur décroît en se rapprochant du centre du monument. Cette seconde proposition, qui permet aux spectateurs, compte tenu de l'orientation du théâtre, d'avoir toujours une vue sur les bâtiments cultuels du site, semble prévaloir au vu des observations les plus récentes.

Hypothèses de restitution du mur de scène.

Cent quarante trois fragments d'inscriptions sont retrouvés par Camille de la Croix lors des fouilles du théâtre. Plus d'une centaine a disparu depuis et il n'est pas possible, à partir des éléments conservés, qui ne proviennent peut-être même pas tous du monument lui-même, de proposer une datation fiable pour sa construction. De La Croix propose une date tardive (IIe ou IIIe siècle) que rien ne permet de valider. La forme et l'architecture du monument ne renseignent pas davantage sur ce point. L'abandon du théâtre coïncide peut-être avec le déclin général du site de Sanxay au cours du IVe siècle.

## Pour en savoir plus